# 八木荘司
八木 荘司（やぎ そうじ、1939年(昭和14年)8月7日 - ）は、日本の新聞記者、作家。別名・有沢創司

## 人物・来歴
兵庫県生まれ。1963年京都大学文学部卒業。産経新聞社入社。大阪本社編集局社会部長、同編集長、東京本社論説委員長、編集特別委員。有沢創司の筆名で書いた『ソウルに消ゆ』で日本推理サスペンス大賞受賞、1999年より「産経新聞」に「古代からの伝言」を連載。八木倍年説によって古代天皇の実在を主張する。

## 著書
- 『ソウルに消ゆ』有沢創司 新潮社 1992
- 『ガイアの季節』有沢創司 新潮社 1995
- 『終りなき伝説 ソニー大賀典雄の世界』有沢創司 文藝春秋 1999
- 『三たびの銃声』有沢創司 新潮社 2001
- 『原告・宮津裕子』筑摩書房 1987
- 『夢を駆けた男たち 栄光のためでなく』新潮社 1997
- 『古代からの伝言 日出づる国篇』角川書店 2000 のち文庫
- 『古代からの伝言 悠久の大和篇』角川書店 2001 のち文庫、「古代からの伝言 水漬くかばね」文庫
- 『古代からの伝言 日本建国篇』角川書店 2003 のち文庫、「古代からの伝言 民族の雄飛」文庫
- 『天皇陵伝説』角川書店 2003
- 『古代からの伝言 壬申の乱篇』角川書店 2004 のち文庫、「古代からの伝言 わが国家成る」文庫
- 『古代天皇はなぜ殺されたのか』角川書店 2004 のち文庫
- 『遥かなる大和』角川書店 2007 のち文庫
- 『青雲の大和』角川書店 2008 のち文庫
- 『大和燃ゆ』角川書店 2011　のち文庫